# ماتیلدا می
ماتیلدا می (به انگلیسی: Mathilda May) (زاده ۸ فوریه ۱۹۶۵) بازیگر فرانسوی است.
از فیلم‌های معروف او می‌توان به فیلم‌های راز صحرا، شغال، تانگو برهنه و ثریا اشاره کرد.